# Jonny Searle
Jonathan William C. „Jonny” Searle  (ur. 8 maja 1969 w Walton-on-Thames) – brytyjski wioślarz. Dwukrotny medalista olimpijski.
Na igrzyskach startował dwa razy (IO 92, IO 96), na obu olimpiadach sięgając po medale. Jego stałym partnerem był młodszy brat, Greg. Na igrzyskach w Barcelonie triumfowali w dwójkach ze sternikiem (Garry Herbert). Cztery lata później byli trzeci w czwórkach. Sześciokrotnie był medalistą mistrzostw świata, w tym raz złotym: w 1993 w dwójce ze sternikiem. W 1995 (czwórka) i 1999 (czwórka ze sternikiem) sięgał po srebro, a w 1989 (ósemka), 1991 (ósemka) oraz 1994 (czwórka) po brąz tej imprezy.